# اینجسو
اینجسو (به ترکی استانبولی: İncesu) یک منطقهٔ مسکونی در ترکیه است که در استان قیصریه واقع شده‌است.